# Antilurga alhambrata
Antilurga alhambrata là một loài bướm đêm trong họ Geometridae.